# Unico Wilhelm van Wassenaer

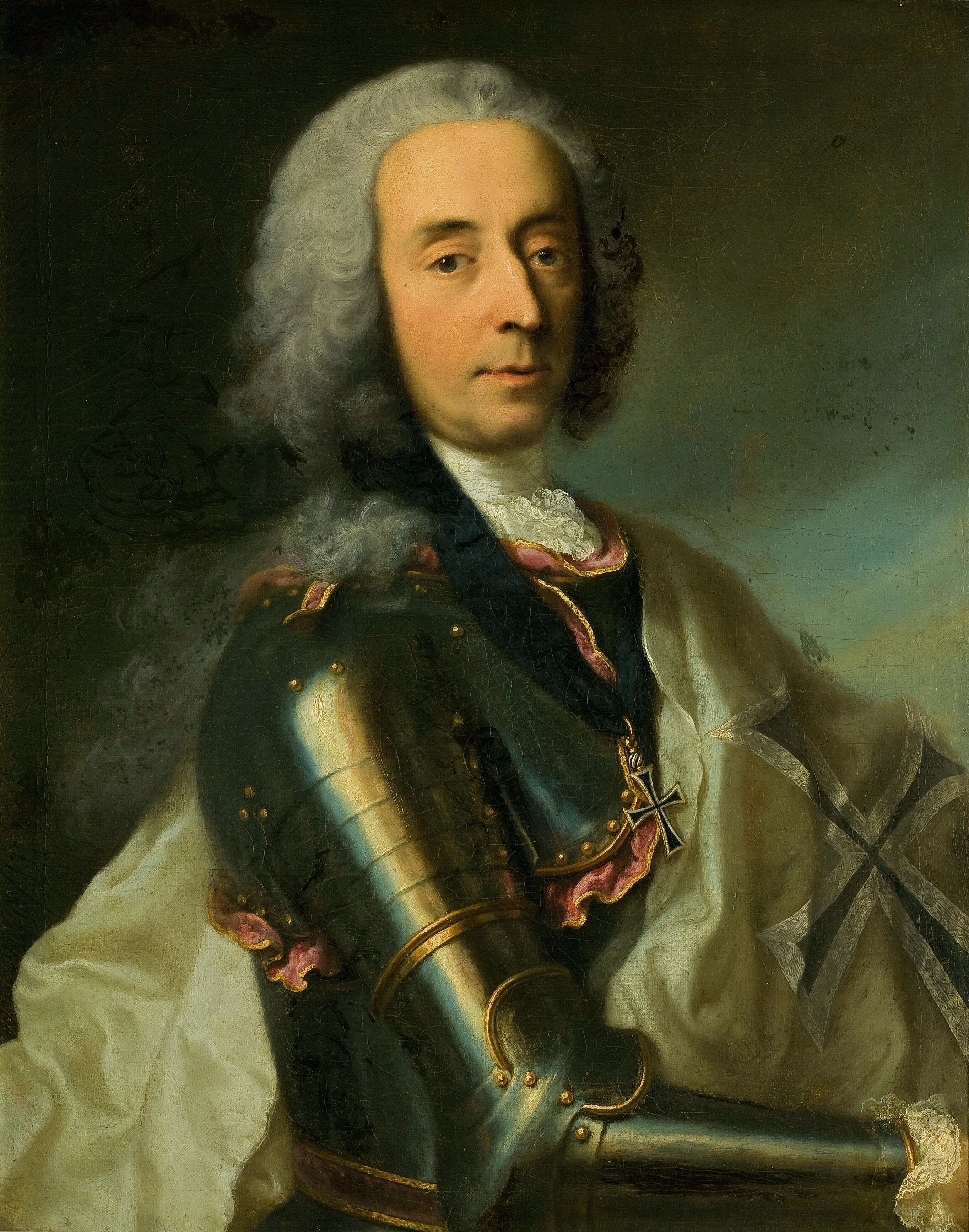
Unico Wilhelm van Wassenear

Il conte Unico Wilhelm van Wassenaer (Delden, 2 novembre 1692 – L'Aia, 9 novembre 1766) è stato un diplomatico e compositore olandese.

## Biografia
Nato nel castello di Twickel, Overijssel, fu poi battezzato a Delden; all'età di quindici anni accompagnò suo padre, ambasciatore dei Paesi Bassi, alla corte di Düsseldorf, e poi si trasferì all'Aia nel 1709 per studiare legge all'Università di Leida.
Alla morte di suo padre nel 1717 ebbe in eredità i beni del castello e incominciò il Grand tour dell'Europa: il Conte van Wassenaer visitò Parigi, Napoli (dove soggiornò probabilmente in maniera stabile dal 1717 al 1718) e Roma, Firenze, Venezia, Praga e Vienna. Nel 1723 sposò Dodonea Lucia van Goslinga, una ragazza aristocratica della Frisia, che gli diede tre figli.
Diventò un membro del Ministero della Marina e della Compagnia Inglese delle Indie Orientali. Fu ambasciatore a Parigi nel 1744 e a Colonia, nel 1746.
Secondo recenti ricerche condotte dal musicologo Albert Dunning, egli sarebbe l'autore dei Concerti Armonici, pubblicati nel 1740 dal violinista italiano Carlo Ricciotti, e poi attribuiti al compositore Giovanni Battista Pergolesi.
Si suppone che il nobile diplomatico li abbia composti fra il 1725 ed il 1740 ma che, facendo parte della nobiltà, o considerandoli di poco conto, preferì non pubblicarli a suo nome.
L'attribuzione a Pergolesi si deve al musicologo e compositore polacco François Lessel, nel XIX secolo, in base allo stile tipicamente italiano delle composizioni, strutturate alla romana con una suddivisione in 4 movimenti, anziché i 3 movimenti dello stile veneziano, furono citati come possibili autori anche Giovanni Mossi o Pietro Locatelli.
La questione sull'attribuzione si estinse nel 1979, quando il manoscritto dei sei concerti fu rintracciato nel castello di Twickel nei Paesi Bassi, luogo natale del Conte van Wassenaer. Nonostante la grafia non sia quella del conte, vi è una sua introduzione autografa che recita: "Partition de mes concerts gravez par le Sr. Ricciotti " (Partiture dei miei concerti trascritte dal Sig. Ricciotti).